# Running on Air
«Running on Air» (с англ. — «Бегу по воздуху») — песня австрийского певца Натана Трента, представленная на конкурсе «Евровидение-2017» в Киеве. Песня официально была выпущена 28 февраля 2017 года, но в интернет песня была выложена 26 февраля через сервис Spotify и YouTube.
Трент записал итальянскую версию песни под названием «Fino A Che Volerò» и ремиксы испанской версии под названием «Aire», который был создан Винсентом Буэно.

## Евровидение
19 декабря 2016 года Трент был объявлен представителем Австрии на Евровидении 2017 года. Поскольку он ранее был объявлен участником конкурса в немецком национальном финале «Unser Song 2017», он был вынужден пропустить, чтобы принять предложение быть представителем Австрии. 26 февраля 2017 года было подтверждено, что он будет петь «Running on Air» на Евровидении. Хотя дата его выхода была дана 28 февраля, песня просочилась через Spotify и YouTube в тот же день. Австрия соревновалась в первой половине второго полуфинала на Евровидении.
Несмотря на то, что он получил 93 очка от жюри, он не получил ни одного от телезрителей, заняв в общем 16 место.

## Композиция
| №  | Название         | Длительность |
| -- | ---------------- | ------------ |
| 1. | «Running on Air» | 2:48         |

| №  | Название                                   | Длительность |
| -- | ------------------------------------------ | ------------ |
| 1. | «Running on Air» (Martin Van Lectro Remix) | 3:27         |

| №  | Название                                | Длительность |
| -- | --------------------------------------- | ------------ |
| 1. | «Running on Air» (Topanga Rework Remix) | 3:13         |

## Чарты
| Чарт (2017)                           | Высшая позиция |
| ------------------------------------- | -------------- |
| Австрия (Ö3 Austria Top 40)           | 18             |
| Netherlands (Dutch Single Tip)        | 28             |
| Sweden Heatseeker (Sverigetopplistan) | 4              |

## История релиза
| Регион | Дата            | Формат           | Лейбл          |
| ------ | --------------- | ---------------- | -------------- |
| Мир    | 26 февраля 2017 | Digital download | ORF-Enterprise |